# Maple Lake (Minnesota)
Maple Lake ist eine Gemeinde in Wright County im Bundesstaat Minnesota der Vereinigten Staaten von Amerika. Das U.S. Census Bureau hat bei der Volkszählung 2020 eine Einwohnerzahl von 2.159 ermittelt.
Die Kleinstadt liegt an der Minnesota State Route 55. Der Flughafen Maple Lake Municipal Airport (ICAO: KMGG, FAA LID: MGG) ist auch bekannt unter dem Namen Maple Lake Municipal Airport & Seaplane Base.

## Persönlichkeiten
- Lester O. Krampitz (1909–1993), Mikrobiologe
- William Henry Bullock (1927–2011), römisch-katholischer Bischof